# Fratelli Bandiera (sommergibile)
Il Fratelli Bandiera è stato un sommergibile della Regia Marina.

## Storia
Una volta in servizio, fu assegnato (unitamente ai tre gemelli) alla VI Squadriglia Sommergibili di Media Crociera, basata a Taranto.
Nel 1932 tale squadriglia fu ribattezzata VII Squadriglia e due anni più tardi riassunse la denominazione originaria, venendo però spostata a Napoli.
Il 23 dicembre 1934, nel porto di Monfalcone, nel corso di una manutenzione, uno dei motori diesel del sommergibile, in via di accensione, scoppiò uccidendo un uomo (il secondo capo meccanico Lorenzo Bettini, deceduto per le ustioni poco dopo lo scoppio) e ferendone altri undici.
Negli ultimi mesi del 1935 si trasferì a Tobruk, e nell'ottobre dell'anno successivo fu dislocato a Massaua.
Tornato a Taranto il 24 gennaio del 1938, prese poi base a Messina, in seno alla XXXII Squadriglia Sommergibili (in seguito divenuta XXXIV).
Ormai anziano all'ingresso dell'Italia nel secondo conflitto mondiale, fu impiegato perlopiù in settori secondari.
Nel giugno 1940, agli ordini del tenente di vascello Maria Renato Pelella, fu inviato al largo della Spagna; il 19 giugno, di sera, avvistò un trasporto armato ad una ventina di miglia da Capo Palos e lo attaccò con il lancio di un siluro, che mancò però il bersaglio.
Il 21 ottobre dello stesso anno individuò (al comando del tenente di vascello Pietro Prosperini) due cacciatorpediniere in navigazione nei pressi di Creta, ma mentre si portava all'attacco fu rilevato e bombardato con cariche di profondità, uscendone comunque indenne.
In novembre fu inviato, unitamente a quattro altri sommergibili, una novantina di miglia a sud/sudest di Malta, per contrastare l'operazione britannica «Coat» (con vari obiettivi, tra i quali l'invio di navi da guerra da Gibilterra ad Alessandria, di convoglio a Malta e in Grecia, l’attacco aerosilurante contro Taranto e l’attacco a convogli italiani nel Basso Adriatico); rientrò comunque senza aver avvistato navi nemiche.
Fu poi impiegato in svariate missioni offensive nell'area centrale del Mediterraneo, tutte prive di risultati.
Fra il 21 ed il 22 luglio 1941 partì da Trapani e fu inviato a meridione di Pantelleria, con altri tre sommergibili, a contrastare l'operazione britannica «Substance» (invio di un convoglio a Malta); individuò il convoglio britannico e la Forza H e lanciò il segnale di scoperta, ma non riuscì ad attaccarli.
Tra la fine di luglio e l'inizio di agosto fu nuovamente inviato tra Pantelleria e Malta a contrastare un'altra operazione di rifornimento di Malta, la «Style», ma non avvistò le unità inglesi.
Il 27 agosto 1941 (con il tenente di vascello Carlo Forni come comandante) lanciò due siluri contro un mercantile al largo di Ras Mustafà (Tunisia) e aprì poi il fuoco col cannone, ma la nave evitò le armi e sfuggì perché più veloce; il sommergibile subì la perdita di due uomini (il sergente Antonio Colucci ed il marinaio Giovanni Pinasio).
Nel settembre 1941 fu inviato a sudovest delle coste sarde nell'ambito dell'operazione britannica «Halberd» (si trattava di un'operazione di rifornimento di Malta, ma i vertici navali italiani ritenevano potesse trattarsi di una missione offensiva contro le coste italiane).
Il 15 aprile 1942, ormai troppo logorato dal servizio di guerra – 22 missioni offensivo-esplorative e 17 di trasferimento, per totali 15.976 miglia di navigazione in superficie e 1899 in immersione – per avere un ulteriore impiego bellico, fu assegnato alla Scuola Sommergibili di Pola.
Fu quindi impiegato nell'addestramento, svolgendo, fino al 1º settembre 1943, 140 missioni di questo tipo cui si aggiunsero vari pattugliamenti difensivi contro eventuali attacchi di sommergibili, nell'Adriatico settentrionale,.
Il 7 settembre 1943, nell'ambito del «Piano Zeta» di contrasto all'imminente sbarco anglo-americano a Salerno, fu dislocato in agguato nel Mar Ionio (in un'area compresa fra Puglia, Sicilia e Calabria).
All'annuncio dell'armistizio rientrò a Taranto, da dove, il mattino del 12 settembre, ripartì insieme ai sommergibili Atropo e Jalea ed al cacciatorpediniere Riboty per consegnarsi agli Alleati a Malta, ove arrivò il giorno seguente, di pomeriggio. Il 13 ottobre lasciò l'isola unitamente a 14 altri sommergibili, facendo ritorno in Italia.
Partecipò poi ad esercitazioni antisommergibile degli Alleati, con base prima a Taranto e poi (dal novembre 1944) ad Haifa e successivamente ad Alessandria d'Egitto.
Disarmato a Brindisi a fine guerra, fu radiato il 1º febbraio 1948 e quindi demolito,.